# Снігові крила
«Снігові крила» — пригодницький роман для підлітків румунського письменника Константіна Кіріце, написаний у 1968 році. П'ятий за часом створення роман пенталогії про черешняків та четвертий епізод внутрішньої хронології серії.

## Назва
Спочатку роман вийшов під назвою «Білий терор», а після видання у 1972 році твір назавжди отримав нову назву «Снігові крила».

## Персонажі
Віктор, Урсу, Лучія, Йонел, Дан, Марія та Тік (черешняки), Тиберій та Атена (підлітки з юнацького табору), Арістіде Мирон (корчмар з колиби «Поляна»), Павло Белан (корчмар колиби «Джерело»), Лівіу Йордан, Йон Петрич та інші

## Сюжет
Зимові канікули черешняки проводять у молодіжному таборі в горах, де відбувається лижний чемпіонат серед юніорів. Як з'ясовується, деякі учасники там не гребують жодними засобами для усунення суперників, аж до виведення їх з ладу фізично. Це робиться за допомогою замаскованих пасток і грубих силових прийомів, причому не тільки на трасі.
Завдяки своїм успіхам черешняки стали відомими не лише через книги, а й справжні події, які їх прославили. Тож вони стикнулися з новою ситуацією, в якій їх боготворить і наслідує натовп підлітків у зимовому таборі. Підлітки дізнаються, що у таборі знаходяться справжні черешняки і починають полювання на них. А ще найкращі лижники черешняків, Віктор і Марія, вибороли призові місця, що призвело до заздрощів і захоплення з боку інших підлітків та фанатів. Починаючи з цього моменту, зимові канікули черешняків продовжилися не так, як вони запланували. Вони змушені рятуватися з табору втечею, не підозрюючи, що попереду на них чекає сутичка зі значно небезпечнішими супротивниками...
Вони прямують через гори до найближчого містечка, але в дорозі виявляються захопленими сніговою хуртовиною. Перечікуючи завірюху в покинутій вівчарні, підлітки витримують напад голодних вовків і ціною величезних зусиль перемагають їх. Місцевість засипана сніговою лавиною, до міста не дістатися, і сімка хоробрих покидає кошару в пошуках їжі та надійного укриття. Вони виявляють цілком придатну для житла покинуту колибу, але їжі там немає. Відносно недалеко знаходиться інша колиба, і вона, здається, населена. Урсу і Віктор вирушають туди попросити їжі, але троє чоловіків, які перебувають там, грубо відмовляють їм у цьому, та й зателефонувати не вдається, щоб викликати допомогу, бо телефонний шнур обрізаний. Двоє черешняків ідуть, але пізніше Тік пробирається до того будинку і завдяки хитрощам краде їжу та напої.
Черешняки врятовані від голодної смерті, але підозріле напочатку сусідство стає відверто небезпечним укінці. Троє чоловіків із колиби, як дізнаються черешняки, бандити, і один із них озброєний пістолетом. Вони шукають у цій місцевості якусь таємничу і дуже цінну «блакитну коробку», привезену сюди 1944 року під час боїв у Бухаресті. І коробка ця знаходиться якраз у тій колибі, де розмістилися черешняки. Бандити захоплюють у заручники Тіка і нападають на підлітків, але Урсу рятує Тіка і дає бандитам сувору відсіч у бійці. А Віктор до прибуття рятувального вертольота встигає знайти місце, де захована «блакитна коробка».

## Україномовні видання
Книга поки-що не перекладена українською мовою.

## Інші романи серії
| Дата публікації | Назва роману                  | Оригінальна назва         |
| --------------- | ----------------------------- | ------------------------- |
| 1956 рік        | «Лицарі черешневого цвіту»    | Cavalerii florii de cireș |
| 1958 рік        | «Замок дівчини в білому»      | Castelul fetei în alb     |
| 1965 рік        | «Колесо щастя»                | Roata norocului           |
| 1968 рік        | «Снігові крила»               | Aripi de zăpadă           |
| 1963 рік        | «Щасливої дороги, черешняки!» | Drum bun, Cireșari!       |